# Escharoides mamillata
Escharoides mamillata är en mossdjursart som först beskrevs av Charles Thorold Wood 1844.  Escharoides mamillata ingår i släktet Escharoides och familjen Exochellidae. Inga underarter finns listade i Catalogue of Life.